# Harburger Anzeigen und Nachrichten

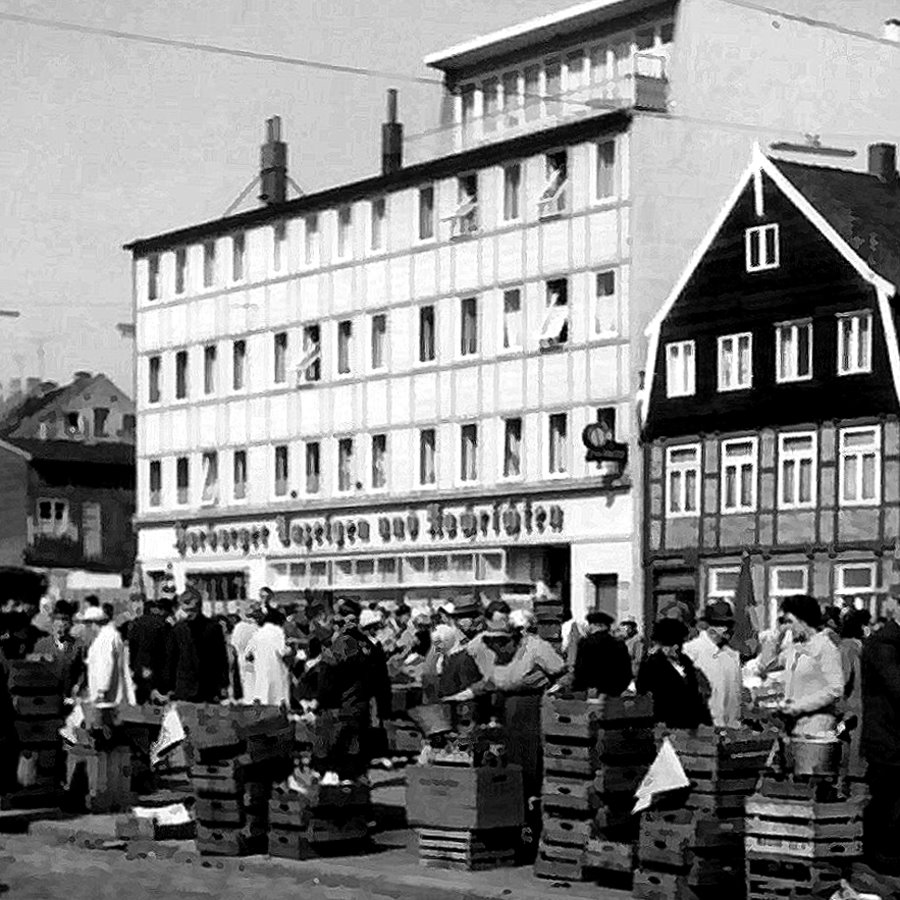
Druckerei und Verlagssitz der HAN: Am Sand, Hamburg-Harburg

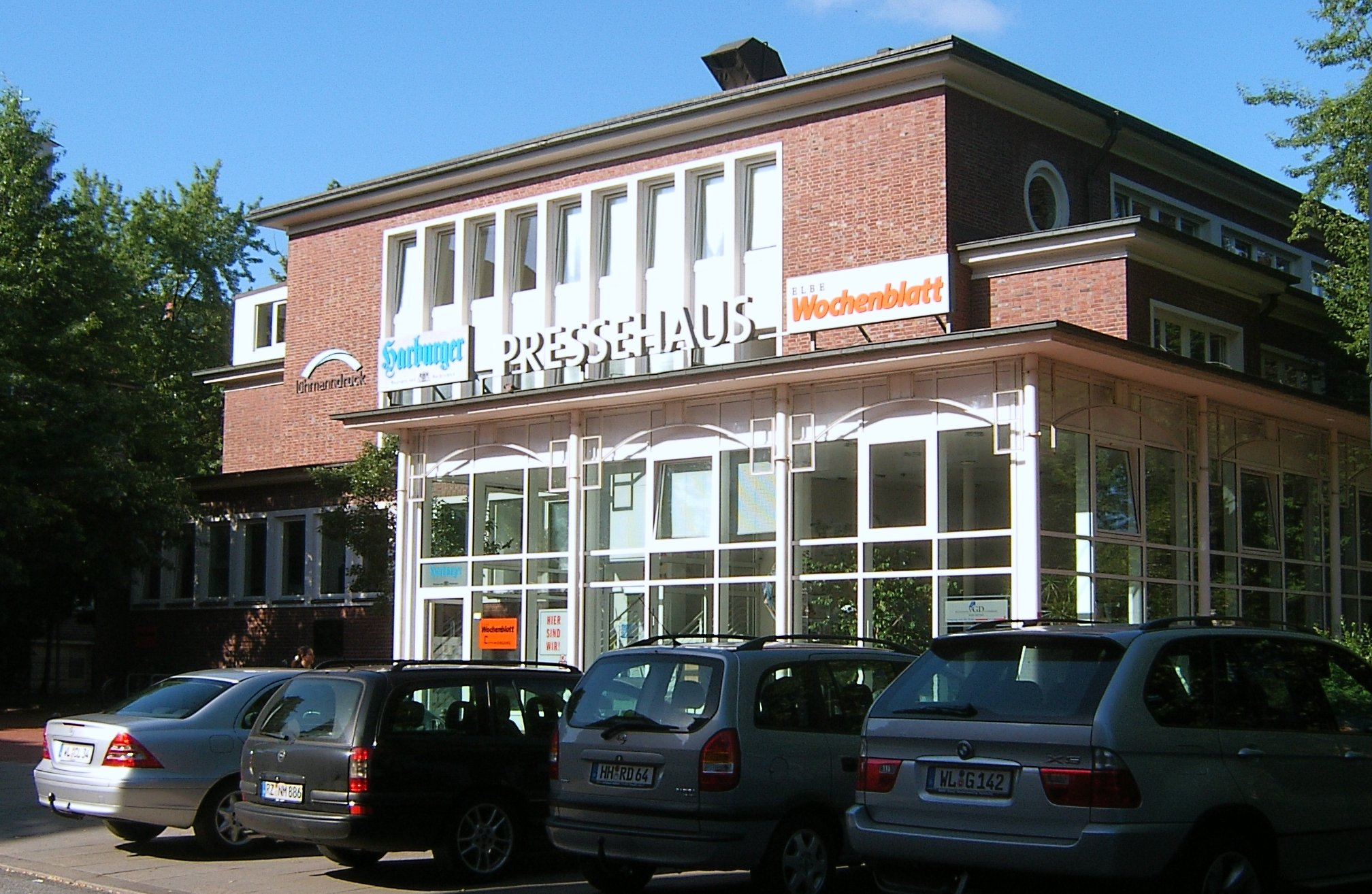
Sitz von Verlag Lühmanndruck und Harburger Anzeigen und Nachrichten in der Harburger Rathausstraße 40 in Harburg.

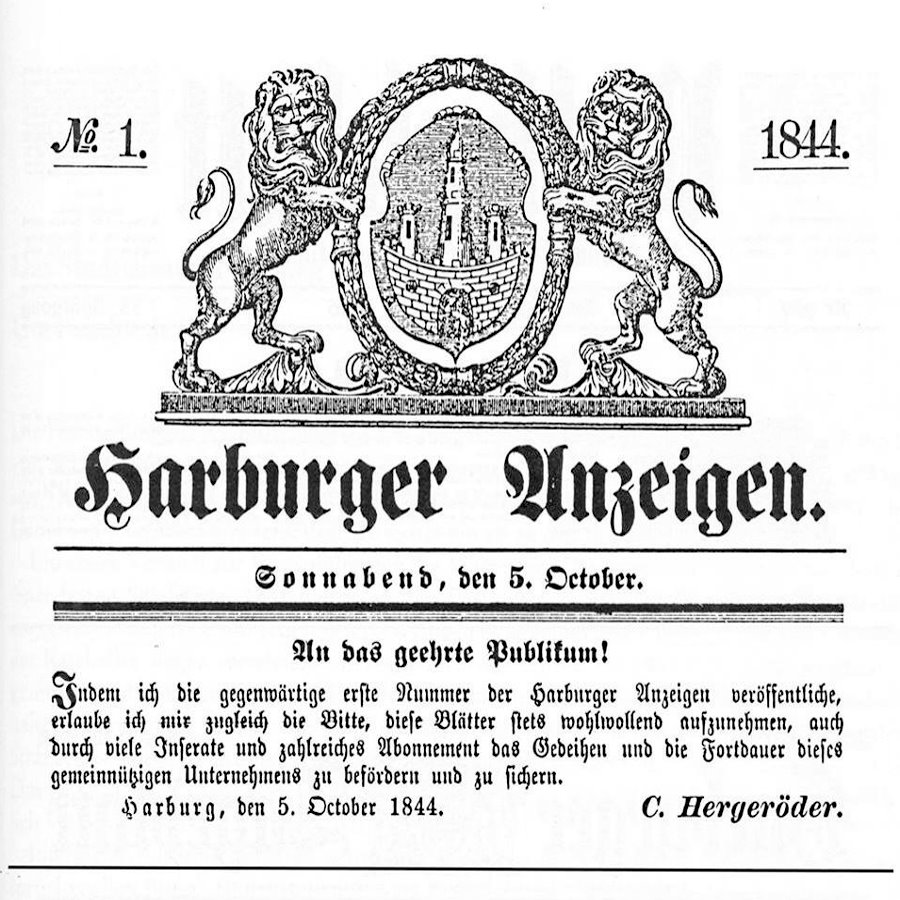
Harburger Anzeigen von 1844

Die Harburger Anzeigen und Nachrichten (kurz HAN) waren eine lokale Tageszeitung in Teilen von Hamburg und Niedersachsen mit Sitz in Hamburg-Harburg. Sie war die älteste noch erscheinende Tageszeitung in Hamburg, die an sechs Tagen der Woche erschien. Am 30. September 2013 wurde die Zeitung eingestellt. Die verkaufte Auflage lag zuletzt bei 12.050 Exemplaren, ein Minus von 53,8 Prozent gegenüber 1998.

## Geschichte
Am 5. Oktober 1844 erschien unter der Obhut des Verlegers und Herausgebers Carl Hergeröder die erste Ausgabe der Harburger Anzeigen, gedruckt in Hergeröders Druckerei am Sand. Die Auflage stieg zunächst langsam auf lediglich 300 Exemplare. Erst nach Wegfall der Pressezensur 1848, die weder politische, amtliche oder unterhaltende Artikel erlaubte, konsolidierte sich die Zeitung nach Erweiterung der redaktionellen Inhalte.
Nach der Übernahme durch den Geheimen Kommerzienrat Georg Lühmann (1840–1912) machte die Zeitung sich einen Namen als Die Lühmannsche oder auch Lüüchmannsche.
Unter der anschließenden Regie der Familie Schröter wurde die Auflage stark gesteigert. Neben der Stadt Harburg a. d. Elbe erhielten die HAN nun auch Einzug in den Gebieten von Wilhelmsburg, Finkenwerder und den weiteren Landkreis Harburg, der mit der Umsetzung des Groß-Hamburg-Gesetzes 1937 im heutigen Niedersachsen verblieb.
2004 löste der Verlag seine Mantelredaktion auf. Die überregionalen Inhalte wurden anschließend vom Hamburger Abendblatt bezogen.
An der Zeitung hielt die Axel Springer AG 24,8 Prozent der Anteile. Diese Beteiligung blieb erhalten, als die Axel Springer AG im Februar 2009 ihre Minderheitsbeteiligungen an anderen Regionalzeitungen an die Verlagsgruppe Madsack verkaufte.
Zu den Kolumnisten der Zeitung gehörten die Politiker Herbert Wehner, Volker Rühe und Hans-Ulrich Klose, aber auch Kulturgrößen wie Frank Baumbauer, Gerd Albrecht, Peter Ruzicka, Justus Frantz, Hermann Rauhe, Carl Vogel und Christian Seeler.
Im Mai 2013 wurde die Einstellung der Zeitung aus wirtschaftlichen Gründen angekündigt, nachdem die Auflage stark zurückgegangen war. Am 30. September 2013 erschien die letzte Ausgabe der Harburger Anzeigen und Nachrichten. 27 Mitarbeiter wurden daraufhin entlassen. Das Archiv der Zeitung befindet sich im Archäologischen Museum Hamburg und Stadtmuseum Harburg, allerdings ist es derzeit nicht öffentlich einsehbar.

## Auflage
Die Harburger Anzeigen und Nachrichten gehörten zu den deutschen Tageszeitungen mit den größten Auflagenverlusten der vergangenen Jahre. Die verkaufte Auflage sank von 26.086 Exemplaren im ersten Quartal 1998 auf 12.050 Exemplare im zweiten Quartal 2013, ein Minus von 53,8 Prozent. Nach einer Studie der RegioMDS von 2012 erreichten die HAN täglich 56.000 Leser.
| 1998  | 1999  | 2000  | 2001  | 2002  | 2003  | 2004  | 2005  | 2006  | 2007  | 2008  | 2009  | 2010  | 2011  | 2012  | 2013 | 2014 | 2015 | 2016 | 2017 | 2018 | 2019 | 2020 | 2021 | 2022 | 2023 | 2024 |
| ----- | ----- | ----- | ----- | ----- | ----- | ----- | ----- | ----- | ----- | ----- | ----- | ----- | ----- | ----- | ---- | ---- | ---- | ---- | ---- | ---- | ---- | ---- | ---- | ---- | ---- | ---- |
| 25140 | 24179 | 23280 | 22289 | 21236 | 20126 | 19378 | 18708 | 17767 | 17119 | 16814 | 16584 | 14837 | 13911 | 12733 |      |      |      |      |      |      |      |      |      |      |      |      |

## Inhalte, Umfang, Verbreitung
Wie die Ergänzung „und Nachrichten“ zum anfänglichen Namen von 1844 vermuten lässt, entwickelten sich die HAN vom reinen Anzeigenblatt fort zu einer Regionalzeitung, die sich nicht allein auf lokale Berichterstattung beschränkte, sondern ebenfalls über internationale Politik, Wirtschaft und Sportereignisse berichtete.
Die regionale Berichterstattung konzentrierte sich auf die Länder Niedersachsen und Hamburg, mit besonderem Schwerpunkt im Verbreitungsgebiet der Zeitung. Dieses umfasste die südlich von Elbe und Norderelbe liegenden Stadtteile in Hamburg (Bezirk Harburg, Wilhelmsburg, Finkenwerder, Veddel) und in Niedersachsen den Landkreis Harburg und die Stadt Buxtehude.
Der Umfang der Zeitung lag wöchentlich im Schnitt bei 24 Seiten im Berliner Format. Die Samstagsausgabe war durch zusätzliche Rubriken wie Magazin umfangreicher.
Mitbewerber war vor allem das Hamburger Abendblatt.

## Zielgruppe
Durch die lokale Berichterstattung, die die Lücke zwischen großen Tageszeitungen und anderen Massenmedien füllte, richteten sich die HAN vordergründig an alle Bewohner des Verbreitungsgebietes ab 14 Jahren.
Ein jährliches Leseförderungsprojekt (ZiSch) richtete sich speziell an Schüler aller Schulformen.

## HAN Extra
Seit 2006 erschien zusätzlich zu den Harburger Anzeigen und Nachrichten 14-täglich jeweils donnerstags die Zeitung HAN Extra. Mit ausgewählten Inhalten aus den HAN sowie Anzeigenkollektiven und Sonderveröffentlichungen sollten so regionale Haushalte angesprochen werden, die nicht Stammleser der HAN waren. HAN Extra erreichte eine Druckauflage von 48.150 Exemplaren.

## ZiSch – Zeitung in der Schule
Gemeinsam mit der Haspa-Stiftung und der Medienpädagogischen Schulung und Beratung (Pro Media) betreuten die HAN das gemeinsame Projekt Zisch – Zeitung in der Schule.
Einmal im Jahr wurde Schulen in und um Harburg Unterrichtsmaterial für praxisorientiertes Lernen mit der Tageszeitung zur Verfügung gestellt, darunter Arbeitsblätter und Folienvorlagen.
Nach der Behandlung des Themas Medien in der Schule sollte den Schülern und Schülerinnen die Möglichkeit gegeben werden, selbst Artikel zu verfassen.
Diese wurden im Anschluss in loser Reihenfolge in den HAN abgedruckt.